# 蓬加拉國家公園
0°07′N 9°38′E / 0.117°N 9.633°E

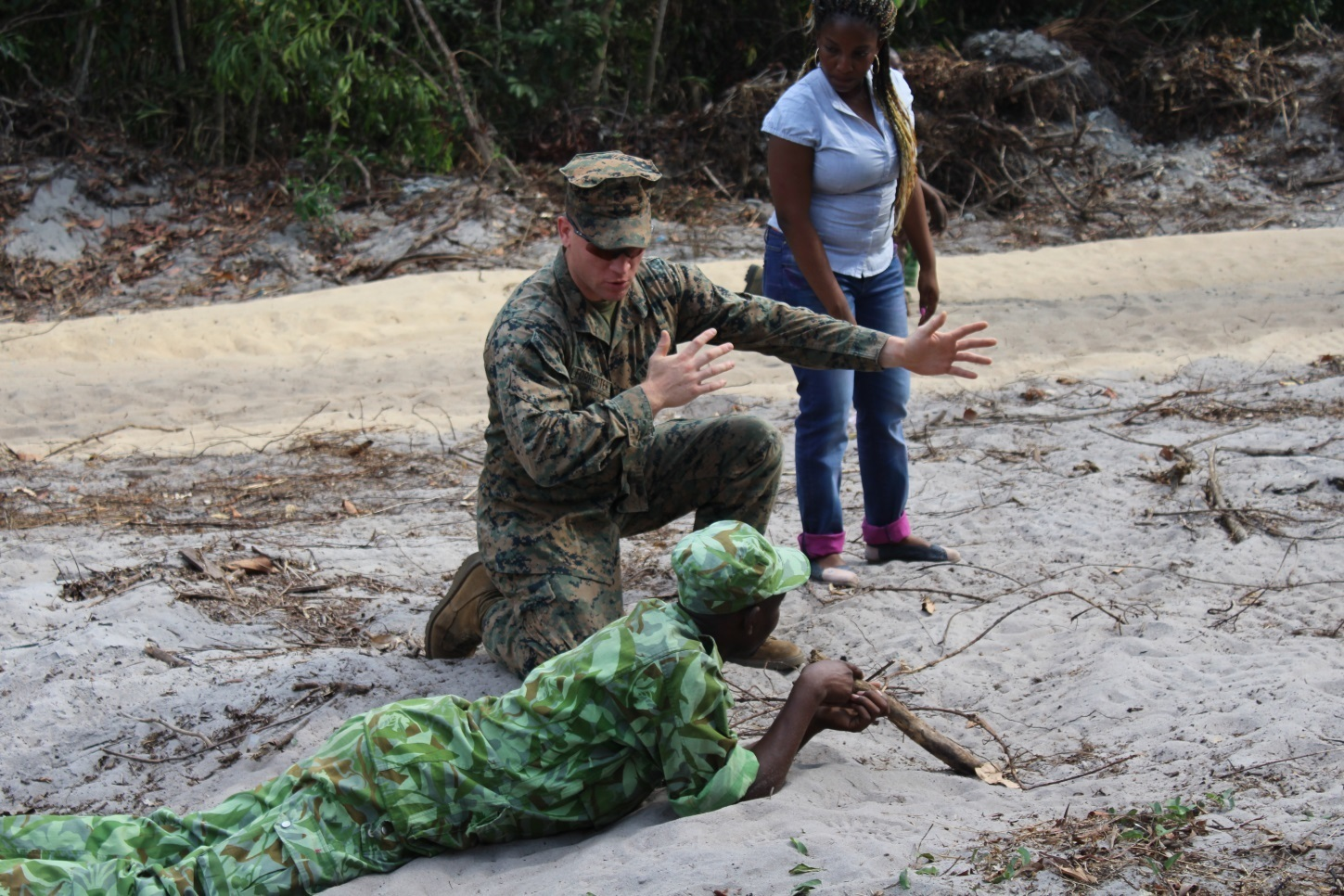

蓬加拉國家公園是加蓬的國家公園，面積929平方公里，該地區有非洲象、大猩猩、猴、非洲水牛、麂羚、玳瑁、綠蠵龜、欖蠵龜、棱皮龜等野生動物棲息。